# October Rust
October Rust é o quarto álbum de estúdio da banda Type O Negative, lançado a 20 de Agosto de 1996.
É o primeiro álbum com o novo baterista Johnny Kelly. O disco atingiu o nº 42 da Billboard 200.

## Faixas
| N.º | Título | Duração |  |
| 1.  | "Bad Ground" | 0:38    |  |
| 2.  | "[Agradecimento da banda]" | 0:21    |  |
| 3.  | "Love You to Death" | 7:08    |  |
| 4.  | "Be My Druidess" | 5:25    |  |
| 5.  | "Green Man" | 5:47    |  |
| 6.  | "Red Water (Christmas Mourning)" | 6:48    |  |
| 7.  | "My Girlfriend's Girlfriend" | 3:46    |  |
| 8.  | "Die with Me" | 7:12    |  |
| 9.  | "Burnt Flowers Fallen" | 6:09    |  |
| 10. | "In Praise of Bacchus" | 7:36    |  |
| 11. | "Cinnamon Girl" (cover de Neil Young)                                                                                                  | 4:00    |  |
| 12. | "The Glorious Liberation of the People's Technocratic Republic of Vinnland by the Combined Forces of the United Territories of Europa" | 1:07    |  |
| 13. | "Wolf Moon (Including Zoanthropic Paranoia)"                                                                                           | 6:37    |  |
| 14. | "Haunted" | 10:07   |  |
| 15. | "[Adeus da banda]" | 0:08    |  |

## Créditos
- Peter Steele – Vocal, baixo, guitarra adicional
- Josh Silver – Teclados, organ, vocal de apoio
- Kenny Hickey – Guitarra, vocal de apoio
- Johnny Kelly – Bateria, vocal de apoio